# ولیکا وربیکا
ولیکا وربیکا (به لاتین: Velika Vrbica}} یک روستا در صربستان است که در Kladovo واقع شده‌است.

## خصوصیات
ولیکا وربیکا ۹۹۶ نفر جمعیت دارد.